# Sally Jessy Raphael
Sally Lowenthal (Easton, 25 de fevereiro de 1935), melhor conhecida por Sally Jessy Raphael, é uma apresentadora de talk show conhecida por seu talk show homónimo, Sally, que ela vem apresentando há já duas décadas; e pelos óculos de vista grandes vermelhos berrantes que ela usa em aparências públicas.

## Vida pessoal
Sally Jessy Raphael casou-se pela primeira vez em 1953, com 18 anos de idade, com Andrew Vladimir, tendo duas filhas. Uma destas filhas, Allison Vladimir, morreu a 2 de Fevereiro de 1992. Allison tinha 33 anos de idade, e a sua morte foi diagnosticada como overdose acidental.
Em 1962, Sally casou-se com Karl Soderlund. Juntos eles adoptaram um filho. Sally agora vive no Condado de Dutchess, Nova Iorque.